# اثر خفته
اثر خُفته پدیده‌ای روانی در رابطه با ترغیب کردن می‌باشد. این اثر منجر به افزایش تدریجی تأثیر یک پیام در طول زمان می‌گردد؛ در حالی که منبع آن پیام از اعتبار کافی برخوردار نبوده است.

## اثر خفته
زمانی که مردم به‌طور معمول در معرض پیامی که سعی در قانع کردن آن‌ها دارد (مانند آگهی تلویزیونی) قرار می‌گیرند، ابتدا در برابر پذیرش آن مقاومت می‌کنند.
معمولاً متقاعدکنندگی اطلاعات به تدریج بعد از یک بازهٔ زمانی مشخص کاهش می‌یابد. اغلب این اطلاعات با نشانه‌هایی چون اعتبار منبع و اخلاقیات مرتبط هستند. برخی از این نشانه‌ها مثبت و برخی از آن‌ها منفی هستند. پیام‌هایی که با نشانه‌های مثبت همراه هستند، معمولاً مردم به‌طور سریع و آسان می‌پذیرند به آن‌ها اعتقاد پیدا می‌کنند. اما پیام‌هایی که با نشانه‌های منفی (نشانه‌های ناپسند) همراه هستند، به‌طور مشکوک دیده شده و حتی گاهی اوقات جدی گرفته نمی‌شوند.
اما در مطالعات بسیاری دیده شده‌است که با وجود انکار اولیهٔ پیام، مردم در طول زمان متقاعد می‌شوند و در نتیجه این منجر به افزایش پذیرش آن پیام می‌شود. این پدیدهٔ متقاعد شدن با تأخیر، اثر خفته نامیده می‌شود.
اما برای این که اثر خفته بروز کند، سه شرط اصلی باید رعایت شود. آن‌ها عبارتند از:
- خود پیام متقاعدکننده باشد.
- نشانهٔ جدی نگرفتن، باید ابتدا تغییر نگرش را سرکوب کند.
- نشانهٔ جدی نگرفتن باید در طول زمان از پیام جدا شود. باید ذکر کرد که اگر شنونده، منبع را به یاد داشته باشد، این اثر ناپدید می‌شود.

## اختلاف نظر در مورد وجود «اثر خفته»
یکی از جنبه‌های چالش‌برانگیز در مورد «اثر خواب» دشواری در به دست آوردن نتایج منطبق بر آن در مطالعات است.

## اولین معرفی
اثر خفته توسط کارل هوولند، آرتور لومسداین و فرد شفیلد در سال ۱۹۴۹ و در دورهٔ مطالعاتی آن‌ها که اثر فیلم تبلیغات جنگ جهانی دوم را بر روی سربازان آمریکایی بررسی می‌کردند، کشف شد.
در طول جنگ جهانی دوم، یک سری فیلم‌های مستند توسط دولت آمریکا تهیه شد تا دلایل درگیری نیروهای آمریکا در جنگ را برای سربازان آمریکا توضیح دهند. کارل هوولند و همکارانش کنجکاو بودند تا اثرات طولانی مدت چنین پیام‌های تبلیغاتی را مورد مطالعه قرار دهند. آن‌ها در طول دورهٔ مطالعاتی خود یافتند که سربازان، ابتدا اطلاعات فیلم را جدی نگرفتند؛ چون به‌طور واضح بخشی از تبلیغ بودند و در نتیجه منبع بسیار قابل اعتمادی برای اطلاعات نبودند. وقتی محققان بعد از یک دورهٔ زمانی قابل توجه دوباره بررسی کردند، از کشف این یافته شگفت زده شدند که سربازان به جای افزایش انکار اطلاعات، افزایشی در پذیرش آن نشان دادند. این یافته منجر به این شد که هوولند و همکارانش فرض کنند که گذر زمان موجب شده‌است تا سربازان منبع اطلاعات را فراموش کنند و در مقابل منجر به پذیرش آن شده‌است. این، اولین مثال مستند از اثر خفته بود.

## فرضیه‌هایی در توضیح اثر خفته
از آنجا که اثر خواب به عنوان پدیده‌ای که برای آن دلایل کافی وجود ندارد در نظر گرفته می‌شد، محققان از اوایل سال ۱۹۵۰ سعی در توضیح چگونگی و چرایی آن داشتند.

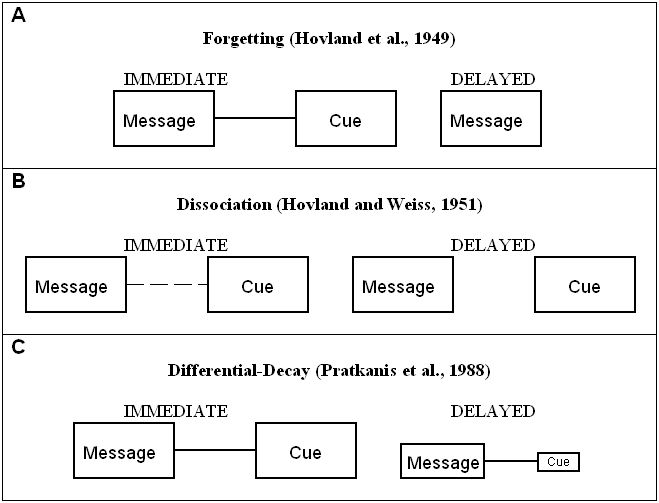
شکل یک: فراموشی
شکل ب: گسستگی
شکل C: فروپاشی تفاضلی

### فراموشی
اثر خفته موجب شد هوولند و همکارانش باور کنند که پذیرش به خاطر عدم یادآوری نشانه‌های جدی نگرفتن، ممکن شد. برای تست این فرضیه، محققان تعدادی آزمایش انجام دادند که از دو گروه مردم تشکیل یافته بود. پیام یا اطلاعات مشابهی به هر دو گروه داده شد؛ در یکی از گروه‌ها منبع بسیار معتبر بود ولی در دیگری منبع غیرقابل اعتماد بود. بررسی هر دو گروه نشان داد که پیغام منبع معتبر نسبت به پیغام منبع غیرقابل اعتماد، بسیار پذیرفته شد. بعد از یک دورهٔ زمانی مشخص، افراد دوباره مورد بررسی قرار گرفتند. این بررسی و آزمایش نشان داد که افزایش قابل توجهی در پذیرش پیغام مربوط به نشانهٔ جدی نگرفتن، صورت گرفت. این منجر به این فرضیه شد که این اثر به خاطر این که افراد، ماهیت غیرقابل اعتماد منبع را فراموش کردند رخ داد. اما بررسی‌های بعدی نشان داد که با وجود افزایش پذیرش، بیشتر افراد هنوز منبع نامعتبر پیام را به یاد دارند.

### گسستگی
به خاطر محدودیت فرضیهٔ بالا، محققان تئوری جدیدی را پیشنهاد دادند و ادعا کردند که افراد، منبع را کاملاً فراموش نمی‌کنند بلکه صرفاً جدایی و گسستگی ضعیفی با پیغام دارند؛ یا به عبارت دیگر، پیام و نشانهٔ جدی نگرفتن از هم جدا شده‌اند. چون ارتباط منبع و پیام در طول زمان ضعیف شده است، بنابراین یادآوری پیام موجب یادآوری منبع نخواهد شد. در نتیجه باعث پذیرش یا متقاعد شدن با تأخیر می‌شود و منجر به اثر خفته می‌شود.

### فروپاشی تفاضلی
هوولند و همکارانش در تشریح دقیق بسیاری از این جنبه‌های این اثر موفق شدند؛ اما یک جنبه را نادیده گرفتند و آن جنبه این بود که چرا نشانهٔ جدی نگرفتن، سریع و آسان فراموش می‌شود یا اعتبار کمتری دارد اما خود پیام نه. این پرسش توسط گرینوالد، پراتکانیس و تیم‌شان در یک سری آزمایش مربوطه بررسی شد تا پارامترهای (پیراسنجه‌های) ویژهٔ لازم برای وقوع اثر خفته را بررسی کنند. نتایج آزمایشات آن‌ها نشان داد که پیام و نشانه با سرعت‌های مختلفی از بین می‌روند. بعد از قرار گیری، اثر یا حافظهٔ نشانه نسبت به اثر پیغام، سریع‌تر فرو می‌پاشد یا از بین می‌رود. همچنین ترتیب نشانه و پیام نیز نقش مهمی در بروز اثر خفته دارند. این اثر تنها در مواردی دیده می‌شود که نشانه به دنبال پیام بیاید و محتوای پیام را تقویت کند.

## نمونه‌هایی از اثر خفته
- در طول مبارزات انتخاباتی، کاندیداهای حزب‌های مخالف اغلب از طریق تبلیغات و اخبار منفی، مورد هدف قرار می‌گیرند. این کار عمدتاً بر روی رأی دهندگانی که هنوز تصمیم نگرفته‌اند و این اتفاقات را به عنوان تلاش‌های افتراآمیز جدی نمی‌گیرند و اهمیت نمی‌دهند، اثر می‌گذارد و بعداً به خاطر اثر خفته، فقط حافظهٔ پیام را نگه می‌دارند و نه منبع پیام را؛ در نتیجه موجب می‌شود که علیه کاندیدای بدنام رأی دهند.
- ایدهٔ شایع که اوتیسم از واکسن‌های سه‌گانه ناشی شده‌است، به خاطر اثر خفتهٔ ایجاد شده از یک منبع غیرقابل اعتماد، به شکل مطالعهٔ علمی نادرست و ناصحیح است.

## یادداشت
1. ↑  Capon, N; J. Hulbert (1973). "The Sleeper Effect - An awakening". Public Opinion Quarterly. 37: 333. doi:10.1086/268097.
2. ↑  Kumkale, G. Tarcan; Dolores Albarracín (23 May 2011). "The Sleeper Effect in Persuasion: A Meta-Analytic Review". {{cite journal}}: Cite journal requires |journal= (help)